# 車載資訊系統

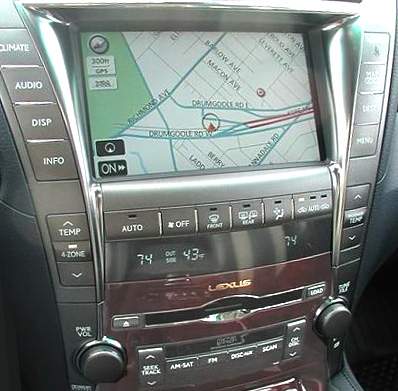
Lexus車系的資訊系統

車載資訊系統是21世紀後普遍出現的車輛電腦化、e化裝置，是一種車載的小型嵌入式系统，可以提供多媒体娱乐、GPS导航、游戏、上网、电话、汽车信息和故障诊断功能。车载电脑連結車輛上許多部分，以達成智能化要求。是专门针对汽车运行环境设计的，因此它具有抗高温、抗尘、抗震等功能。許多裝有車載資訊系統的車輛都主打「智慧車」的廣告訴求。

## 特徵
受惠於電腦革命的興起，電腦逐漸小型化、廉價化和LCD顯示器的輕薄短小，用於車輛上的情形日漸普遍，車載資訊系統通常安裝在駕駛台的前方中央傳統收音機的位置，並取代收音機的功能。一般裝置具有以下功能方可視為車載資訊系統：
- 有多用途顯示器(通常是小型LCD)
- 收音機功能
- 播放光碟或DVD功能
- 顯示車輛資訊
- 控制部分車輛機械(包含車身外部攝影機)
- GPS功能

某些國家地區有開放車載資訊系統能收看電視，但是有些地方因安全考量禁止此功能。2010年後受惠於智慧型手機的發展，許多車載資訊系統外加有連結智慧型手機和平板電腦以擴展功能的能力，甚至有直接整合的系統出現，完全依靠智慧型手機和平板電腦的螢幕與軟硬體作為操作主體，車上只內建一種類似端口介面的連結裝備，所以當手機拿離車體時就無法使用，順便達成一種防盜功能，因為能啟動車輛的手機可以綁定特定手機晶片卡。
油電混合車輛因為多半是2008年後設計的新車，加上調動電能與石油能的混合節能目的，多半高度電腦化，車載資訊系統是必備配備。